# Sunset – Dämmerung in Hollywood
Sunset – Dämmerung in Hollywood ist eine US-amerikanische Komödie mit Western- und Thriller-Elementen. Der unter der Regie von Blake Edwards entstandene Film mit Bruce Willis und James Garner in den Hauptrollen beschreibt eine fiktive Episode im Leben des damaligen Western- und Stummfilmstars Tom Mix, der zusammen mit dem legendären Wyatt Earp ein Verbrechen in der Filmbranche aufklärt.

## Handlung
Der berühmte Westernstar Tom Mix soll für den Filmproduzenten Alfie Alperin, der früher ein bekannter Slapstick-Komiker war, den legendären US-Marshal Wyatt Earp darstellen. Zu diesem Zweck wird Earp eigens für den Film als Berater engagiert. Mix und Earp verstehen sich auf Anhieb und so werden die ersten Aufnahmen der berühmt gewordenen Schießerei am O.K. Corral gedreht.
Earp wird von Christina – Alperins Ehefrau und frühere Freundin von Earp – gebeten, ihrem Sohn Michael, einem notorischen Trinker, zu helfen, weil dieser eine Animierdame in einem Nachtclub verprügelt haben soll. Der Marshal und Mix besuchen den Club und treffen dort auf Alperins Schwester Victoria, die das Etablissement zusammen mit Dutch Kieffer, einer bekannten Unterweltgröße, besucht. Sie stoßen im Gästehaus auf die ermordete Besitzerin Candice Gérard und finden neben ihr den betrunkenen Michael vor. Earp und Mix können mit dem Jungen flüchten, bevor die Polizei eintrifft, und bringen ihn bei Mix’ Freundin Nancy unter. Als Wyatt am Abend in sein Haus zurückkehrt, erwartet ihn dort die verzweifelte Cheryl, die Barkeeperin des Clubs und angebliche Geliebte von Candice Gérard.
Am nächsten Tag werden Earp und Mix im Büro von Marvin Dibner, dem Sicherheitschef des Studios, vom korrupten Chef des örtlichen Morddezernats, Captain Blackworth, befragt, der die beiden am Vorabend vom Tatort hat flüchten sehen. Er kriegt aus den beiden allerdings nichts heraus. In einer Drehpause erfahren sie von Nancy, dass Michael geflüchtet sei. Bei einem Mittagessen mit Alperin bedrängt dieser Earp, seine Frau in Ruhe zu lassen und seine Finger nicht in Angelegenheiten zu stecken, die ihn nichts angehen. Dem Marshal wird klar, dass sich hinter der Maske des lustigen Komikers ein kalter Sadist verbirgt, der auch vor seiner eigenen Frau nicht Halt macht. Von Mix bekommt Earp zudem gesteckt, dass Alperins tyrannisches Geschäftsgebaren in der Branche wohlbekannt sei.
Michael ist in der Zwischenzeit verhaftet worden, so dass nun auch Nancy in Gefahr ist, da sie Michael versteckt hat. Mix bringt seine Freundin aus der Stadt. Von Cheryl erfährt Earp, dass sie in Wahrheit die Tochter von Candice ist und dass ihre Mutter über einige ihrer stadtbekannten Gäste ein Buch mit kompromittierenden Details geführt habe, und dass Blackworth und Dutch Kieffer gemeinsam hinter ihr her seien. Bevor Earp den Gangster stellen kann, wird er in dessen Club, wo sich auch Captain Blackworth aufhält, niedergeschlagen und gefesselt; Cheryl und Mix können ihn später befreien.
Alperin will Mix und Earp loswerden, aber Dutch Kieffer will erst das Buch haben. Christina, die Teile des Gesprächs der beiden mitgehört hat, warnt Tom telefonisch: Kieffer wisse, dass Nancy sich auf einer Ranch verstecke und dass er über sie an das Buch kommen wolle. Mix und Earp machen sich mit einem Flugzeug auf den Weg und kommen gerade noch rechtzeitig, um Kieffers Handlanger zu stellen; diese sterben bei einer anschließenden Schießerei. Christina wird derweil von ihrem Mann erwischt.
Auf der Beerdigung von Candice Gérard wird Mix verhaftet, er soll Alperins Schwester vergewaltigt haben. Im Gefängnis trifft er auf Michael, der ihm erzählt, jemand habe ihm etwas in seinen Drink geschüttet und ihn dann in Candice Gérards Gästehaus gelegt. Außerdem liege Christina Alperin schwerverletzt im Krankenhaus. Cheryl bekommt von einem Anwalt einen Umschlag mit einem Schließfachschlüssel überreicht und findet in der zugehörigen Box Geld und einen Brief ihrer Mutter, in dem diese mitteilt, dass Alperin seine erste Ehefrau ermordet und Candice den Club versprochen habe, für den Fall, dass sie schweige.
Im Krankenhaus erfahren Mix und Earp von Christina kurz vor ihrem Tod, dass Alfie Alperin nicht Michaels leiblicher Vater ist und dass er, nachdem er erfahren habe, dass er zeugungsunfähig sei, Michael zu hassen begonnen habe. Mix und Earp wissen inzwischen, dass Alfie Candice ermordet hat. Auf der ersten Oscar-Verleihung, bei der Alperin noch einmal in der Maske seiner berühmten Figur, dem Happy Hobo (eine deutlich sichtbar an den Chaplin-Tramp angelehnte Figur), auftritt, kommt es schließlich zum Showdown: Alfie wird von Earp gestellt, Victoria kommt dazwischen. Sie behauptet, sie habe Candice ermordet. Captain Blackworth und Chief Dibner kommen dazu, um Earp wegen Ermordung der Männer auf der Ranch zu verhaften. Victoria will dies verhindern, weil Earp über ihren Bruder aussagen könnte. Es kommt zu einem Handgemenge. Victoria erschießt Dibner, Blackworth erschießt Victoria, der dazugekommene Kieffer erschießt Blackworth. Mix verfolgt Alperin, der mit seinem Wagen zum Yachthafen will, um mit seiner Yacht zu fliehen. Arthur, Alperins Chauffeur und Ex-Sträfling auf Bewährung, der genug hat von den Drangsalierungen seines Chefs, steuert den Wagen jedoch absichtlich ins Meer und kann fliehen. Und als Alperin Mix erschießen will, wird er vom rechtzeitig eintreffenden Earp niedergestreckt.

## Hintergrund
- Der Film liefert neben der Krimi-Handlung ein kleines Porträt der Traumfabrik zur Zeit der Umstellung von Stumm- auf Tonfilm und spielt im Umfeld der ersten Oscar-Verleihung 1929. Zudem wird die Legendenbildung um Wyatt Earp, der schon zu seinen Lebzeiten zum Helden verklärt wurde, ironisch thematisiert. Immer wenn Wyatt Earp gefragt wird, ob sich etwas Bestimmtes in seinem Leben wirklich so zugetragen habe, antwortet er in Sunset: „Aber sicher! – Naja, mehr oder weniger.“
- James Garner stellte diesen Marshal schon einmal dar, in Die fünf Geächteten (1967) von John Sturges. Dort wurde Earp allerdings als unsympathische und zwiespältige Figur gezeichnet. Der echte Wyatt Earp starb im Übrigen am 13. Januar 1929 im Alter von 80 Jahren.
- Ursprünglich sollte Robert Duvall die Rolle des Tom Mix übernehmen.
- Bruce Willis stand mit dieser Rolle erst am Anfang seiner Karriere. Er wurde dabei nicht von seinem späteren Stammsprecher Manfred Lehmann, sondern von Manfred Seipold synchronisiert.

## Kritiken
„Regisseur Blake Edwards mixte seine Hommage an Hollywoods goldene Jahre mit leichter Hand zu einem unterhaltsamen Cocktail aus Persiflage, Nostalgie und Krimi. Dabei machte besonders einer eine gute Figur: James Garner. Der Charmeur, der in seiner wechselvollen Karriere auch mal als Modell für Badehosen posiert hat, spielt Bruce Willis locker an die Wand.“

„Ein glamouröser Rückblick, aber auch ein spannender und aktionsreicher echter Krimi, zugleich ein virtuoses Spiel mit dem Medium Film und filmischer Realität.“

## Auszeichnungen
- Der Film war bei der Oscar-Verleihung 1989 in der Kategorie Kostümdesign (Patricia Norris) nominiert.
- Im selben Jahr wurde Mariel Hemingway für die Goldene Himbeere als schlechteste Nebendarstellerin nominiert.